# Alene hjemme 2: Glemt i New York
Alene Hjemme 2: Glemt i New York (Home Alone 2: Lost in New York) er fortsættelsen til Alene hjemme og blev udgivet i 1992, instrueret af Chris Columbus og skrevet af John Hughes.
Familien McCallister tager til Miami, men glemmer Kevin i Chicago O'Hare. Kevin tager et fly, og ender i New York. Heldigvis har han sin fars kreditkort med, og Kevin indlogerer sig på Plaza Hotel i New York, for at få det bedste ud af det. På hotellet er bestyreren også ude efter ham, da han tror, kortet er stjålet. Senere møder han sine gamle fjender Harry og Marv, der bestemt ikke har glemt den behandling, de fik første gang de mødte Kevin.

## Medvirkende
- Macaulay Culkin som Kevin McCallister
- Joe Pesci som Harry Lime
- Daniel Stern som Marv Merchants
- John Heard som Peter McCallister
- Catherine O'Hara som Kate McCallister
- Rob Schneider som Cedric
- Donald Trump som ham selv